# Fraueneishockey-Bundesliga 2000/01
Die Fraueneishockey-Bundesliga-Saison 2000/01 war in Deutschland die 13. Bundesliga-Spielzeit der Frauen. Im Laufe der Spielzeit konnte sich erneut der TV Kornwestheim durchsetzen und den Titel Deutscher Meister holen.

## Organisation
Die Ligadurchführung erfolgte durch den Deutschen Eishockey-Bund.

## Modus
Die Vorrunde wurde in den Staffeln getrennt in einer Einfachrunde jeder gegen jeden mit Hin- und Rückspiel durchgeführt.
Anschließend spielten die Plätze 1 bis 3 die Zwischenrunde und die Plätze 4 bis 6 die Relegation Süd bzw. Nord aus.

## Vorrunde
In der Vorrunde wurden die jeweils drei besten Mannschaften der beiden Gruppen ermittelt, die sich für die Zwischenrunde qualifizierten, in der die Teilnehmer des Finalturniers ermittelt wurden. Die drei schlechter Platzierten der beiden Gruppen mussten sich über die Relegation für die nächste Bundesligasaison qualifizieren.

### Abschlusstabellen
| Vorrunde Nord | Vorrunde Nord               | Vorrunde Nord | Vorrunde Nord | Vorrunde Nord | Vorrunde Nord | Vorrunde Nord | Vorrunde Nord |
| ------------- | --------------------------- | ------------- | ------------- | ------------- | ------------- | ------------- | ------------- |
| Pl.           |                             | Sp            | S             | U             | N             | Tore          | Punkte        |
| 1.            | Mannheimer ERC Wild Cats    | 10            | 9             | 0             | 1             | 74:16         | 18:2          |
| 2.            | EC Bergkamener Bären        | 10            | 7             | 1             | 2             | 41:25         | 15:5          |
| 3.            | OSC Berlin Eisladies        | 10            | 6             | 2             | 2             | 42:22         | 14:6          |
| 4.            | Grefrather EC Lady Panthers | 10            | 3             | 1             | 6             | 20:35         | 7:13          |
| 5.            | Kleefelder EV Hannover      | 10            | 3             | 0             | 7             | 24:54         | 6:14          |
| 6.            | WSV Braunlage Eishexen      | 10            | 0             | 0             | 0             | 9:58          | 0:20          |

| Vorrunde Süd | Vorrunde Süd            | Vorrunde Süd | Vorrunde Süd | Vorrunde Süd | Vorrunde Süd | Vorrunde Süd | Vorrunde Süd |
| ------------ | ----------------------- | ------------ | ------------ | ------------ | ------------ | ------------ | ------------ |
| Pl.          |                         | Sp           | S            | U            | N            | Tore         | Punkte       |
| 1.           | TV Kornwestheim Kodiaks | 10           | 10           | 0            | 0            | 44:9         | 20:0         |
| 2.           | TuS Geretsried          | 10           | 7            | 1            | 2            | 59:18        | 15:5         |
| 3.           | DEC Tigers Königsbrunn  | 10           | 5            | 1            | 4            | 26:29        | 11:9         |
| 4.           | ESC Planegg/Würmtal     | 10           | 2            | 2            | 6            | 27:31        | 6:14         |
| 5.           | EHC Memmingen Indians   | 10           | 2            | 1            | 7            | 17:40        | 5:15         |
| 6.           | ESG Esslingen Penguins  | 10           | 1            | 1            | 8            | 19:65        | 3:17         |

### Kreuztabellen
Übersicht über alle Spiele der Vorrunde:
| Kreuztabelle Gruppe Nord | Kreuztabelle Gruppe Nord | Kreuztabelle Gruppe Nord | Kreuztabelle Gruppe Nord | Kreuztabelle Gruppe Nord | Kreuztabelle Gruppe Nord | Kreuztabelle Gruppe Nord |
| Verein                   |                          |                          | Logo OSC Berlin          |                          |                          | Logo des WSV Braunlage   |
| ------------------------ | ------------------------ | ------------------------ | ------------------------ | ------------------------ | ------------------------ | ------------------------ |
| Mannheimer ERC           |                          | 6:2 25.11.2000           | 4:3 14.10.2000           | 9:1 02.12.2000           | 8:2 04.11.2000           | 13:0 18.11.2000          |
| EC Bergkamen             | 4:7 28.10.2000           |                          | 5:2 19.11.2000           | 4:1 05.11.2000           | 7:2 18.11.2000           | 1:0 14.10.2000           |
| OSC Berlin               | 2:1 08.10.2000           | 3:3 07.10.2000           |                          | 3:3 25.11.2000           | 7:4 21.10.2000           | 10:0 22.10.2000          |
| Grefrather EC            | 1:8 09.12.2000           | 1:2 21.10.2000           | 0:3 18.11.2000           |                          | 4:3 14.10.2000           | 4:1 28.10.2000           |
| EC Hannover              | 1:9 22.10.2000           | 1:8 02.12.2000           | 0:6 09.12.2000           | 3:1 26.11.2000           |                          | 3:1 25.11.2000           |
| WSV Braunlage            | 0:9 21.10.2000           | 2:5 08.10.2000           | 2:3 03.12.2000           | 0:4 07.10.2000           | 3:6 10.12.2000           |                          |

| Kreuztabelle Gruppe Süd | Kreuztabelle Gruppe Süd | Kreuztabelle Gruppe Süd | Kreuztabelle Gruppe Süd | Kreuztabelle Gruppe Süd | Kreuztabelle Gruppe Süd | Kreuztabelle Gruppe Süd |
| Verein                  |                         | Logo TuS Geretsried     |                         |                         |                         |                         |
| ----------------------- | ----------------------- | ----------------------- | ----------------------- | ----------------------- | ----------------------- | ----------------------- |
| TV Kornwestheim         |                         | 3:2 07.12.2000          | 4:1 14.10.2000          | 4:2 18.11.2000          | 1:0 07.10.2000          | 8:1 02.12.2000          |
| TuS Geretsried          | 1:4 28.10.2000          |                         | 3:0 05.11.2000          | 4:3 03.12.2000          | 2:2 09.12.2000          | 10:1 18.11.2000         |
| DEC Königsbrunn         | 0:8 08.12.2000          | 0:2 22.10.2000          |                         | 3:3 22.12.2000          | 4:2 24.12.2000          | 5:3 07.10.2000          |
| ESC Planegg/W.          | 1:2 04.11.2000          | 0:9 14.10.2000          | 2:3 28.11.2000          |                         | 0:1 01.11.2000          | 4:4 09.12.2000          |
| EHC Memmingen           | 0:6 01.12.2000          | 4:13 23.12.2000         | 1:5 18.11.2000          | 0:3 05.11.2000          |                         | 2:3 28.10.2000          |
| ESG Esslingen           | 1:4 21.10.2000          | 1:13 04.11.2000         | 1:5 10.12.2000          | 1:9 25.11.2000          | 3:5 14.10.2000          |                         |

## Relegation
In den Relegationsspielen mussten sich die jeweils drei Letztplatzierten der Ligagruppen der Aufstiegsavancen der Regionalligamannschaften aus Solingen, Crimmitschau und Frankfurt erwehren, die sich zuvor in einer Zwischenrunde für die Relegationsrunde qualifiziert hatten. Schließlich konnten sich alle Bundesligisten den Klassenerhalt sichern. 
| Relegation Nord | Relegation Nord            | Relegation Nord | Relegation Nord | Relegation Nord | Relegation Nord | Relegation Nord | Relegation Nord |
| --------------- | -------------------------- | --------------- | --------------- | --------------- | --------------- | --------------- | --------------- |
| Pl.             | Team                       | Sp.             | S               | U               | N               | Tore            | Punkte          |
| 1.              | Grefrather EC              | 10              | 10              | 0               | 0               | 60:4            | 20:0            |
| 2.              | WSV Braunlage              | 10              | 7               | 0               | 3               | 54:26           | 14:6            |
| 3.              | KEV Hannover               | 10              | 5               | 1               | 4               | 26:30           | 11:9            |
| 4.              | EHC Solingen               | 8               | 3               | 0               | 5               | 21:30           | 6:10            |
| 5.              | ETC Crimmitschau           | 8               | 2               | 0               | 6               | 25:46           | 2:12            |
| 6.              | Frankfurter ESC Lady Lions | 10              | 0               | 1               | 9               | 10:60           | 1:19            |

| Relegation Süd | Relegation Süd              | Relegation Süd | Relegation Süd | Relegation Süd | Relegation Süd | Relegation Süd | Relegation Süd |
| -------------- | --------------------------- | -------------- | -------------- | -------------- | -------------- | -------------- | -------------- |
| Pl.            | Team                        | Sp.            | S              | U              | N              | Tore           | Punkte         |
| 1.             | EHC Memmingen               | 8              | 7              | 1              | 0              | 68:10          | 15:1           |
| 2.             | ESC Planegg/Würmtal         | 8              | 6              | 1              | 1              | 55:11          | 13:3           |
| 3.             | ESG Esslingen               | 8              | 4              | 0              | 4              | 37:19          | 8:8            |
| 4.             | Schwenninger ERC Lady Wings | 8              | 1              | 0              | 7              | 11:68          | 2:14           |
| 5.             | ESV Hügelsheim              | 8              | 1              | 0              | 7              | 14:77          | 2:14           |

## Zwischenrunde
| Pl. | Team                   | Sp. | S | U | N | Tore  | Pkt. |
| --- | ---------------------- | --- | - | - | - | ----- | ---- |
| 1.  | TV Kornwestheim        | 09  | 8 | 0 | 1 | 42:20 | 16:2 |
| 2.  | TuS Geretsried         | 10  | 7 | 1 | 2 | 35:21 | 15:5 |
| 3.  | Mannheimer ERC         | 10  | 6 | 1 | 3 | 47:25 | 13:7 |
| 4.  | EC Bergkamen           | 10  | 3 | 1 | 6 | 33:36 | 7:13 |
| 5.  | OSC Berlin             | 09  | 2 | 1 | 6 | 15:34 | 5:13 |
| 6.  | DEC Tigers Königsbrunn | 10  | 1 | 0 | 9 | 4:40  | 2:18 |

### Spiele der Zwischenrunde
| Kreuztabelle Zwischenrunde | Kreuztabelle Zwischenrunde | Kreuztabelle Zwischenrunde | Kreuztabelle Zwischenrunde | Kreuztabelle Zwischenrunde | Kreuztabelle Zwischenrunde | Kreuztabelle Zwischenrunde |
| Mannschaften               |                            | Logo TuS Geretsried        |                            |                            | Logo OSC Berlin            |                            |
| -------------------------- | -------------------------- | -------------------------- | -------------------------- | -------------------------- | -------------------------- | -------------------------- |
| TV Kornwestheim            |                            | 3:2 07.12.2000             | 2:10 04.03.2001            | 3:1 27.01.2001             | annulliert 24.02.2001      | 4:1 14.10.2000             |
| TuS Geretsried             | 1:4 28.10.2000             |                            | 5:3 18.02.2001             | 6:4 25.02.2001             | 5:2 14.01.2001             | 3:0 05.11.2000             |
| Mannheimer ERC             | 2:4 12.01.2001             | 2:2 20.01.2001             |                            | 6:2 25.11.2000             | 4:3 14.10.2000             | 7:1 27.01.2001             |
| EC Bergkamen               | 3:6 18.02.2001             | 2:3 03.03.2001             | 4:7 28.10.2000             |                            | 5:2 19.11.2000             | 7:0 20.01.2001             |
| OSC Berlin                 | 0:8 17.02.2001             | 1:6 27.01.2001             | 2:1 08.10.2000             | 3:3 07.10.2000             |                            | 2:0 21.01.2001             |
| DEC Tigers Königsbrunn     | 0:8 08.12.2000             | 0:2 21.10.2000             | 0:5 17.02.2001             | 0:2 24.02.2001             | 0:2 13.01.2001             |                            |

## Finalturnier
Das Finalturnier fand am 10. und 11. März 2001 in Mannheim statt.

### Halbfinale
| 10. März 2001 12:30 Uhr | TV Kornwestheim Lady Kodiaks S. Frühwirt (7.) S. Kürten (34.) S. Kürten (54.) S. Frühwirt (60.) - ENG | 4:2 (1:0, 1:0, 2:2) Spielbericht | EC Bergkamener Bären J. Wierscher (41.) C. Spier (48.) | Mannheim Zuschauer: 250 |

| 10. März 2001 15:30 Uhr | Mannheimer ERC Wild Cats K. Fring (7.) A. Scheytt (29.) M. Becker (42.) | 3:4 (1:1, 1:1, 1:2) Spielbericht | TuS Geretsried C. Berndaner (15.) F. Reindl (37.) S. Kruck (52.) M. Lanzl (46.) | Mannheim Zuschauer: 420 |

### Spiel um Platz 3
| 11. März 2001 9:00 Uhr | Mannheimer ERC Wild Cats C. Fischer (22.) | 1:2 (0:2, 1:0, 0:0) Spielbericht | EC Bergkamener Bären S. Schneegans (3.) N. Schmitten (16.) | Mannheim Zuschauer: 122 (500) |

### Finale
| 11. März 2001 15:00 Uhr | TV Kornwestheim Lady Kodiaks B. Evers (10.) B. Evers (14.) S. Kürten (32.) B. Evers (54.) | 4:0 (2:0, 1:0, 1:0) Spielbericht | TuS Geretsried | Mannheim Zuschauer: 1078 |

## Endstand
| Platz          | Mannschaft                   |
| -------------- | ---------------------------- |
| Goldmedaille   | TV Kornwestheim Lady Kodiaks |
| Silbermedaille | TuS Geretsried               |
| Bronzemedaille | EC Bergkamener Bären         |
| 4.             | Mannheimer ERC Wild Cats     |

### Meistermannschaft des TV Kornwestheim
| Deutscher Meister TV Kornwestheim | Torhüter: Stephanie Wartosch-Kürten, Alexandra Scherer Verteidiger: Miriam Behnke, Nina Ziegenhals, Sabine Rückauer, Jeannette Jung, Sandra Kunzmann, Denise Wessinger Angreifer: Sandra Kürten, Stephanie Frühwirt, Jennifer Weis, Johanna Schweda, Susanne Fellner, Bettina Evers, Marlen Skiba Trainer: Peter Kürten |